# Robledillo de la Jara
Robledillo de la Jara er en by og kommune i det centrale Spanien i Madrid-regionen. Den har et indbyggertal på 131 (2024) indbyggere.